# 畢氏副脂䲁
畢氏副脂䲁（學名：Paraclinus beebei），為輻鰭魚綱䲁形目脂䲁科副脂䲁屬的一個種，種名是為了紀念紐約動物學會的美國動物學家威廉‧比比（William Beebe，1877-1962），分布於中太平洋東部加利福尼亞灣海域，深度0至10公尺，本魚體長，吻鈍尖，鼻孔具觸鬚，眼上方觸鬚細長，尖端有1-5根觸鬚，頸背具掌狀觸鬚，鰓蓋骨有明顯的扁平棘狀突起，尖端圓至尖，側線鱗片32-35枚，身體和鰭呈均勻的深棕色，背部、臀部和尾部有白色橫紋，臀鰭有條紋，體表偶爾有6條條紋，眼睛後面和胸鰭上下基部有白色斑點，背鰭後部有黑色斑點，背鰭硬棘26-29枚，第1棘長，前3棘凸起，第4棘前有一深凹口，背鰭軟條0枚、臀鰭硬棘2枚、臀鰭軟條16-18枚，體長可達3.7公分，棲息在礁岩區，生活習性不明。